# NGC 7640
NGC 7640 هي مجرة تتبع كوكبة المرأة المسلسلة. اكتشفها ويليام هيرشل في 17 أكتوبر 1786.

## روابط خارجية
- NGC 7640 على موقع ويكي سكاي: DSS2, SDSS, GALEX, IRAS, Hydrogen α, X-Ray, Astrophoto, Sky Map, Articles and images